# Silas
Silas er et drengenavn.
Navnet Silas er formodentlig også et græsk øgenavn for Silvanus. Fitzmyer pointerer, at Silas er den Græske version af aramæisk "Seila", en version af hebraisk "Saul", som er blevet attesteret i Palmyraiske inskriptioner. Det latinske navn "Silvanus" kan være afledt fra før-Romersk Italiske sprog (se, f.eks., karakteren "Asilas", en Etrustisk leder og kriger-profet som spiller en prominent rolle ved at assistere Æneas i Vergils episke digt Æneiden).
Sankt Silas er en kendt katolsk helgen.